# Retrosyntetická analýza
Retrosyntetická analýza je metoda sloužící k plánování organických syntéz. Spočívá v přeměně cílové molekuly na jednodušší prekurzory bez uvažování o reakcích a interakcích mezi reaktanty. Každý prekurzor se zkoumá stejným způsobem. Takovýto postup se opakuje, dokud se nedojde k jednoduše připravitelným nebo komerčně dostupným látkám a tyto látky se poté použijí k syntéze cílové molekuly. Pojem formálně zavedl Elias James Corey.
Význam má retrosyntetická analýza především při navrhování syntéz, pomocí ní se dosahuje zjednodušení procesu; často lze totiž syntézu provést více různými způsoby. Retrosyntéza je vhodná pro hledání různých syntetických drah a jejich srovnávání. V každé části analýzy se mohou prozkoumat databáze za účelem zjištění, zda je již daná sloučenina, jež má být použita jako stavební prvek, popsána. Pokud tomu tak je, pak může být krokem k dalším částem syntézy.

## Pojmy
RozpojeníRetrosyntetický krok, při kterém se rozštěpí vazby za vzniku dvou nebo více syntonů
RetronNejmenší molekulární podstruktura, která umožňuje určité přeměny
Retrosyntetický stromGraf znázorňující několik nebo všechny možné retrosyntézy
SyntonČást molekuly, která se účastní daného syntetického kroku, odvozená od cílové molekuly. Na následujícím obrázku je zobrazen příklad syntonu a jeho syntetického ekvivalentu:
CílSloučenina, která má být vytvořena
TransformaceOpak syntetické reakce; tvorba výchozích materiálů z jednoho produktu

## Příklad
Na následujícím obrázku je znázorněn příklad retrosyntézy:
Při plánování přípravy kyseliny fenyloctové se objevují dva syntony, nukleofilní skupina -COOH a elektrofilní PhCH +
2 . Tyto syntony nemohou existovat samy o sobě, takže se nechají zreagovat jejich syntetické ekvivalenty; zde je kyanidový anion ekvivalentem syntonu −COOH a benzylbromid ekvivalentem benzylového syntonu.
Příprava kyseliny fenyloctové na základě retrosyntézy tak vypadá takto:
PhCH2Br + NaCN → PhCH2CN + NaBr
PhCH2CN + 2 H2O → PhCH2COOH + NH3
Kyselina fenyloctová byla vytvořena z benzylkyanidu, získaného reakcí benzylbromidu s kyanidem sodným.

## Postupy

### Změny funkčních skupin
Změnou funkčních skupin lze dosáhnou nižší komplexity.

### Stereochemické přístupy
Řada cílů chemických syntéz má být vytvořena s určitou danou stereochemií. Stereochemickými přeměnami (jako jsou například Claisenův přesmyk a Micunobova reakce) lze odstranit nebo změnit chiralitu a tak snadněji dosáhnout cíle.

### Strukturní postupy
Řízení syntézy směrem k požadovanému meziproduktu může analýzu výrazně zjednodušit.

### Transformační postupy
Využívání transformací při retrosyntetických analýzách může vést k významnému zjednodušení celého postupu. Silné retrony se ovšem u komplexních molekul nacházejí jen vzácně a k jejich vytvoření jsou často potřeba další syntetické kroky.

### Topologické přístupy
Určení místa jednoho nebo více rozštěpení vazby může vést k nalezení důležitých podstruktur nebo ke ztížení identifikace potřebných přesmykových reakcí.